# Ганапольский, Ель Маркович
Ель Маркович Ганапольский (8 сентября 1930, Проскуров — 20 декабря 2019) — советский и украинский физик, член-корреспондент НАНУ.

## Биография
Родился 8 сентября 1930 года в городе Проскуров. В 1953 году окончил Харьковский университет. С 1953 по 1956 год работал инженером Харьковского электромеханического завода. С 1956 года работал в Институте радиофизики и электроники АН Украинской ССР, с 1987 года — главный научный сотрудник.
Учёный в области радиофизики и квантовой акустики твёрдого тела.
Кандидат (22.01.1966), доктор (12.11.1976) физико-математических наук, старший научный сотрудник (20.09.1968), член-корреспондент НАНУ (04.12.1997).
Лауреат Государственной премии УССР в области науки и техники (1986), премии имени А. С. Давыдова НАНУ (2004). Заслуженный деятель науки Украинской ССР (1968).
Умер 20 декабря 2019 года.

## Диссертации
- Исследование возбуждения и распространения гиперзвуковых волн в диэлектрических кристаллах : диссертация ... кандидата физико-математических наук : 01.00.00. - Харьков, 1965. - 173 с. : ил.
- Гиперзвуковые исследования акустического парамагнитного резонанса примесных центров в кристаллах : диссертация ... доктора физико-математических наук : 01.04.11. - Харьков, 1975. - 286 с. : ил.